# Ribeira das Tainhas
Ribeira das Tainhas – parafia (freguesia) gminy Vila Franca do Campo. W 2011 miejscowość była zamieszkiwana przez 703 mieszkańców.